# Kokkedal Slot (Nordjylland)
 Der er flere lokaliteter med dette navn, se Kokkedal (flertydig).
 For alternative betydninger, se Kokkedal Slot. (Se også artikler, som begynder med Kokkedal Slot)
Kokkedal Slot i Torslev Sogn, (Øster Han Herred, Hjørring Amt) er en nordjydsk herregård, og dens historie går helt tilbage til middelalderen.
Den nævnes første gang i 1407, da herresædet tilhørte væbner Anders Albrechtsen, og i 1439 tilhørte gården Niels Stenbrikke, da den under bondeopstanden blev plyndret og brændt.
Hovedbygningen, der ligger højt på et bakkehæld med vid udsigt over Limfjorden, er rejst på et bakkeformet voldsted omgivet af lerede grave. På voldskråningerne er der nu haveanlæg.
I 1441 var den daværende ejer, Gotskalk Andersen med på kongens side, mod bønderne i Slaget ved Skt. Jørgensbjerg.
En senere ejer var den meget lærde, magister Peder Eriksen, der på trods af sine 14 uægte børn, var udset til biskop. I 1509 fik han pavelig udnævnelse som provst over Mors og Han Herrederne, og senere i 1512 blev han beskikket som provst i Roskilde. Et embede, som han aldrig tiltrådte. På Valdemar Atterdags tid beherskede Kokkedal store dele af Limfjordsområdet. I middelalderens tidlige år var gården knyttet til adelsslægten Banner.
Den mest kendte af slotsherrerne er nok Erik Eriksen Banner. Under Christian 2. havde Erik Banner sin storhedstid, han var lensmand på Kalø og havde her den senere svenske konge Gustav Vasa som fange. Vasa har taget med til Danmark som gidsel efter der Stockholmske Blodbad. Da Banner og Vasa var i familie opnåede den svenske fange at kunne gå frit mod sit æresord om ikke at flygte. Vasa flygtede alligevel som studedriver af hærvejen til Lübech, hvor købmænd hjalp ham over Østersøen til Sverige, hvor han startede et oprør, der førte til Sveriges løsrivelse fra den danske trone. Konge dømte Banner bod for ikke at have passet på sin fange. Da sagen drejede sog om ære krævede Banner kompensation hos Vasa. Sverrige har dog aldrig betalt boden og skylder fortsat for løsrivelsen.
I 1533 stod Erik banner for valget af Chr. III og gennemførelse af reformationen. I 1541 blev han udnævnt til Rigsmarks og ledede et felttog i Sverige.
Kernen i det nuværende stolte Kokkedal er stadig Erik Banners solide hus fra det 16. århundrede. Hovedbygningerne med 3 fløje, hvide mure i to stokværk og med trappegavle tager sig prægtigt ud, ligeså det firkantede tårn, der afsluttes med et lanternespir.
Erik Banner holdt fast ved Christian 2., til han forstod, det kunne koste rigdom og liv. Så slog han om, og blev forkæmper for reformationen.
Erik Banner var sammen med Johan Rantzau anfører for hæren under Grevens Fejde, men måtte lide den tort, at Kokkedal blev nedbrændt af Skipper Clements folk.
Han fik dog hurtigt slottet genopbygget, næsten til dagens udseende. Senere blev han udnævnt til rigsmarsk, og var øverste leder af landets hærstyrker.
Han var afholdt på egnen, også i kongelige kredse var han velanskreven. Christian 3. var således på besøg på Kokkedal. Efter sin død i 1554 bisattes han i Torslev Kirke, hvor der er rejst en mindesten for ham.
Blandt senere ejere i den nyere tid kan nævnes prins Erik, der overtog Kokkedal i en kort årrække i 1917. Prinsen byggede den store landbrugsbygning, der i dag anvendes til ferielejligheder, svømmehal og idræt.
En stor lokal begivenhed var Kong Christian 10. besøg på slottet i 1922.
I 1923 solgte prins Erik slottet.
Fra 1950 under statens ejerskab overgik slottet til anvendelse som drengehjem, senest under Nordjyllands Amt.
I 1988 kom Kokkedal Slot igen i privat eje. Efter en renovering med prins Joachim som protektor kunne slottet i 1990 indvies som slotshotel med 21 værelser i selve slottet og 8 ferieboliger i parken. Der er restaurant med kursuslokaler og vinkælder med butik. Parken er på 12 ha og indeholder blandt andet Nordjyllands største træ – en ædelgran på 36 meters højde og med 25 kubikmeter stammemasse. Kokkedal har været meget omtalt der i 1993 blev indrettet svømmebassin i gårdens tidligere ajlebeholder. Selv om Højesteret kom til, at der ikke kunne gives planlovstilladelse, ændrede Naturklagenævnet i 2005 amtets afslag til en tilladelse med den begrundelse af ejerne siden de i 1988 havde fået hoteltilladelse havde haft ret til at indrette svømmebassin. I dag er svømmehallen en velfungerende oase for slottets gæster, 

## Ejere af Kokkedal
- (1327-1386) Anders Aagesen Stenbrikke
- (1386-1407) Albret Andersen Stenbrikke
- (1407-1432) Anders Albretsen Stenbrikke
- (1432-1450) Godske Andersen Stenbrikke
- (1450-1454) Niels Godskesen Stenbrikke
- (1454-1520) Anders Nielsen Banner
- (1520-1554) Erik Eriksen Banner
- (1554-1575) Frands Banner
- (1575-1580) Karen Frandsdatter Banner gift Lykke
- (1580-1611) Henrik Lykke
- (1611-1649) Frands Henriksen Lykke
- (1649-1671) Karen Galde
- (1671-1691) Anne Galde til Nørlunde gift Parsberg
- (1691) Palle von Rantzau til Bratskov
- (1691-1748) Ingeborg Seefeld og Diderik Christian Braës
- (1748-1755) Peder Enevold Braës
- (1755-1773) Enke Fru Braës
- (1773-1792) Lars Johan Jelstrup
- (1792-1811) Christiane Birgitte von Obelitz og Christen Hviid
- (1811-1823) Jacob Ludvig von Fischer-Benzon og Mikkel Schibsted
- (1823-1838) Den Danske Stat
- (1838-1842) Morten Leth Hastrup
- (1842-1847) Adolf Hein
- (1847-1851) Hans Christian Øckenholt
- (1851-1870) Peter Schrøder
- (1870-1881) Rudolph Bruun
- (1881-1911) Jørgen Christian Julius Vilhelm Bruun
- (1911-1916) S. P. Sørensen
- (1916-1917) Knudsgaard / Larsen-Brovst
- (1917-1923) Prins Erik af Danmark
- (1923-1928) V. A. Boyer
- (1928-1930) Hanherredernes Udstykningsforening
- 1930 N. Th. C. Isager
- 1942 Elisabeth Isager
- (1948-1976) Socialministeriet
- (1976-1988) Nordjyllands Amt
- (1988-) Ann Vibeke Lokdam / Gorm Lokdam